# Avenue verte London-Paris
L’avenue verte London-Paris est la dénomination d'une voie cyclable internationale qui relie Londres à Paris, par un itinéraire long de 470 km.
Le parcours de cette véloroute en France comprend une majorité de routes à faible trafic et plusieurs voies vertes, les plus importantes étant celle du Pays de Bray (45 km) et celle de la vallée de l’Epte (17 km de Bray-et-Lû à Gisors). Après une traversée par ferry de Dieppe à Newhaven, le parcours se déroule au Royaume-Uni jusqu’à Londres sur le réseau national de véloroutes réalisé par l’organisation britannique Sustrans (en).
La longueur des itinéraires proposés : en France de Paris à Dieppe, 211 km pour l’itinéraire le plus direct par Argenteuil, Bezons, Gisors, la vallée de la Levrière ; 312 km pour l'itinéraire passant par Beauvais (parcours TransOise) et 246 km pour un itinéraire en grande partie jalonné par Croissy-sur-Seine, Gisors, Neuf-Marché, Saint-Germer-de-Fly, Gournay-en-Bray ; au Royaume-Uni, 160 km de Newhaven à Londres.

## Historique
Le projet d’Avenue verte Paris-Londres (ou London-Paris) a été lancé au cours de l’aménagement par le département de Seine-Maritime du premier tronçon de voie verte de Serqueux à Saint-Aubin-le-Cauf ouvert le 1er juillet 2003 sur cette partie de la ligne de Saint-Denis à Dieppe alors récemment désaffectée. L'avenue verte fut ensuite prolongée de 5 km jusqu'à Arques-la-Bataille à 7 km de Dieppe et jusqu'à Forges-les-Eaux à l'autre extrémité soit actuellement 45 km en site propre continu à l'écart de la circulation. Ce projet est soutenu depuis l'origine en Île-de-France par un collectif associatif qui œuvre pour la réalisation d’un parcours le long de la Seine, la coulée verte des bateliers. La promenade bleue ouverte du pont de Chatou à Colombes à l’automne 2010, récemment prolongée dans le parc Pierre-Lagravère à Colombes, est un élément de cette future coulée verte.
Plus récemment, l’association française et la fédération franco-britannique pour le développement et la promotion de l’avenue Verte Paris-Londres ont été constituées le 2 octobre 2009 par les départements de l’Eure, du Val-d’Oise, de l’Oise, des Yvelines, de Paris, de la Seine-Maritime et de l’East Sussex County Council. L'organisation britannique Sustrans et des représentants d'associations franciliennes d'usagers de la bicyclette en font également partie.

## Présentation schématique des parcours
Un premier tronçon relie Paris à Cergy-Pontoise.
La vélo-route se divise ensuite en deux itinéraires :
- Au Sud par le Vexin français. Le tracé emprunte actuellement des routes secondaires et comprendra une future voie verte sur une ancienne voie ferrée de la périphérie de la Ville nouvelle de Cergy-Pontoise à Wy-dit-Joli-Village. Ce parcours rejoint la voie verte de la vallée de l'Epte à Bray-et-Lû en direction de Gisors. Il comporte une extension pour se rendre à Giverny et Vernon.
- Au Nord un parcours plus long passe par Auvers-sur-Oise, puis parcourt le département de l'Oise par la vallée de l'Oise, Chantilly, Senlis, Clermont-de-l'Oise, Beauvais pour atteindre Gournay-en-Bray. Ce parcours n'est pas encore totalement aménagé.

Le dernier tronçon est de nouveau commun de Gournay-en-Bray jusqu'à Londres.
L'avenue verte a été inaugurée le 23 juin 2012 sur le parvis Notre-Dame en présence de Jean-Paul Huchon, président de la région Île-de-France et Bertrand Delanoë, maire de Paris. Cette inauguration ne portait que sur un itinéraire provisoire incomplet et imparfait, dont la réalisation se poursuit depuis de manière progressive.

### De Paris à Cergy-Pontoise
Le parcours quitte Paris par le canal Saint-Martin, le quai de la Villette et le canal Saint-Denis, rejoint la Seine à Colombes après un itinéraire complexe à Gennevilliers et Villeneuve-la-Garenne, qui longe plusieurs sites industriels et traverse nombreux carrefours sur des routes à trafic important dans la zone portuaire de Gennevilliers. Il longe la rive gauche de la Seine dans le parc Lagravère à Colombes puis du pont de Bezons au pont de Chatou par la promenade bleue, agréable voie verte qui comporte cependant une passerelle avec escaliers enjambant une darse du port de Nanterre qui ne peut être empruntée que par les cyclistes sportifs et peu chargés. Il est possible de contourner rapidement le port de Nanterre par un réseau routier à très faible trafic mais sur lequel la vigilance s'impose du fait de la présence de poids-lourds se rendant sur les sites industriels.
Après cette passerelle, l'itinéraire est de très bonne qualité et bien balisé. Il emprunte les agréables anciens chemins de halage le long de la Seine de Nanterre jusqu'à Sartrouville, par une boucle de la Seine. Il longe le fleuve rive gauche à Nanterre puis Rueil-Malmaison. La Seine est traversée sur le pont de Chatou via l'île des Impressionnistes, l'itinéraire bascule alors sur la rive droite, toujours le long de la Seine sur les communes de Chatou, Croissy-sur-Seine, Le Pecq, Montesson puis Sartrouville. Il repasse alors rive droite par le pont de Maisons-Laffite, traverse cette commune pour atteindre la forêt de Saint-Germain-en-Laye qu'il traverse d'est en ouest. Il atteint la commune d'Achères, franchit de nouveau la Seine par une passerelle réservée aux mobilités douces pour atteindre le port de Conflans-Sainte-Honorine, haut lieu de la batellerie, et la confluence de l'Oise et de la Seine. Il emprunte alors le chemin de halage, rive gauche de l'Oise pour se diviser à Neuville-sur-Oise entre la branche nord passant par Chantilly et Beauvais et la branche sud passant par le Vexin français et Gisors, ces deux branches se rejoignant à Beauvais pour se diriger vers la Manche.
En attendant des améliorations nécessaires sur la partie allant de Saint-Denis au Port de Nanterre, des variantes peuvent être empruntées pour relier Saint-Denis à Bezons, puis en suivant la Seine rive droite jusqu'au pont de Chatou où l'on retrouve la vélo-route, ou par un raccourci traversant Argenteuil puis Sartrouville afin de rejoindre directement le pont de Maisons-Laffite, mais par un tracé dont l'aménagement est discontinu et en ratant la belle portion de la Boucle de Seine.

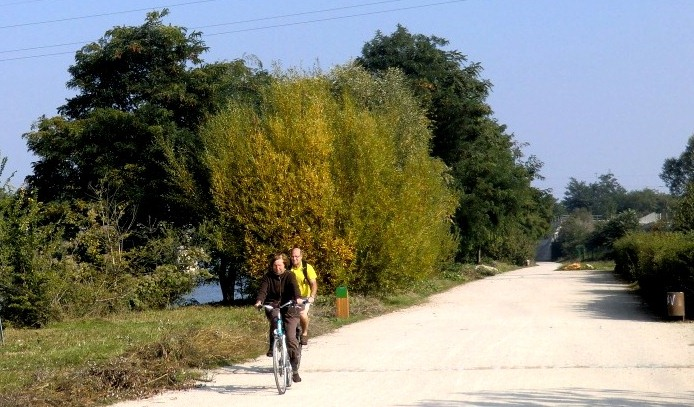
Nanterre (Hauts-de-Seine)
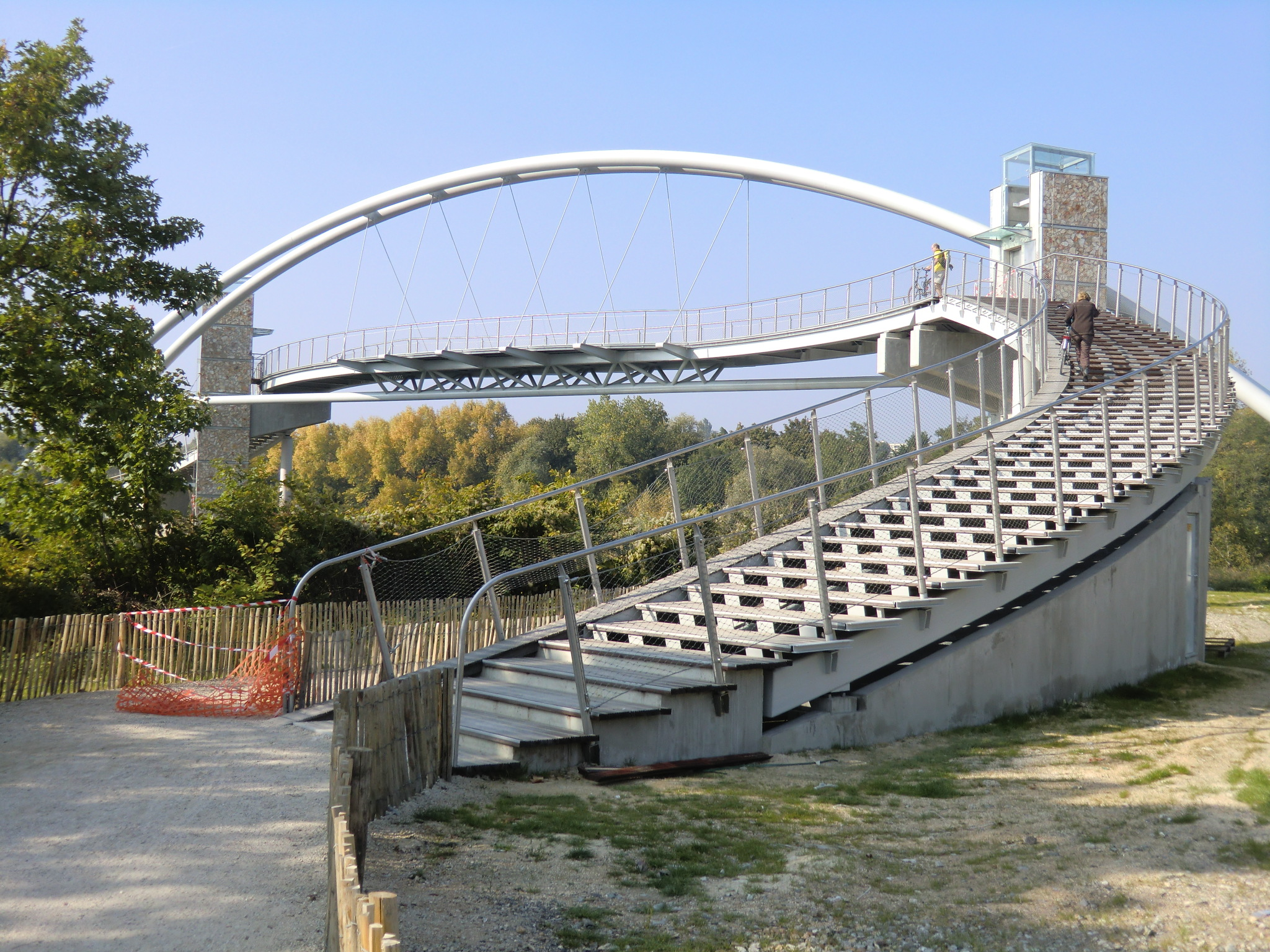
Passerelle à Nanterre (Hauts-de-Seine)
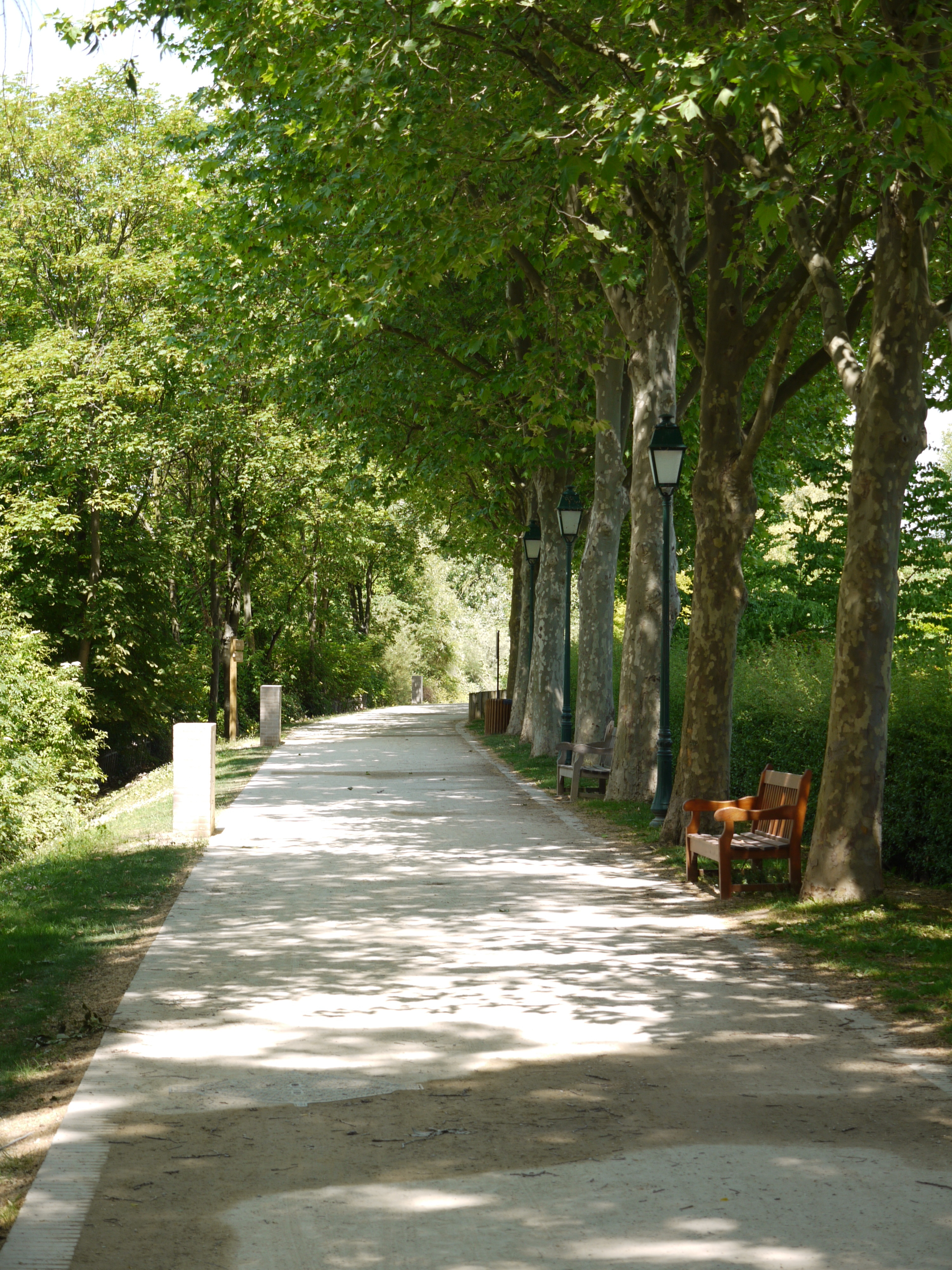
Nanterre (Hauts-de-Seine)
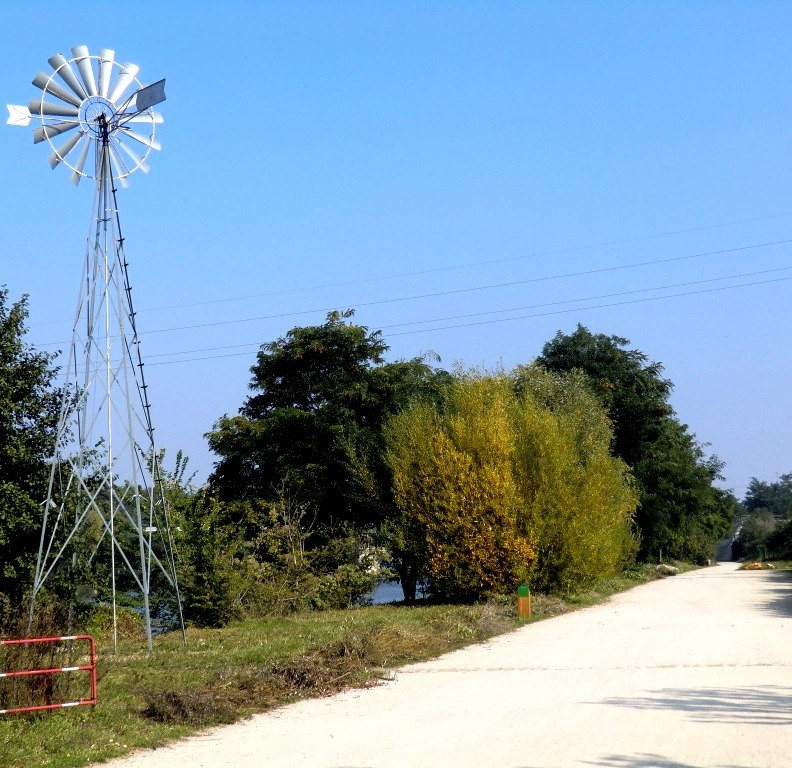
Colombes (Hauts-de-Seine)

### De Cergy-Pontoise à Gournay-en-Bray
Le parcours, assez bien fléché, passe par le Vexin français, l’actuelle voie verte de la vallée de l'Epte, Gisors et Saint-Germer-de-Fly.

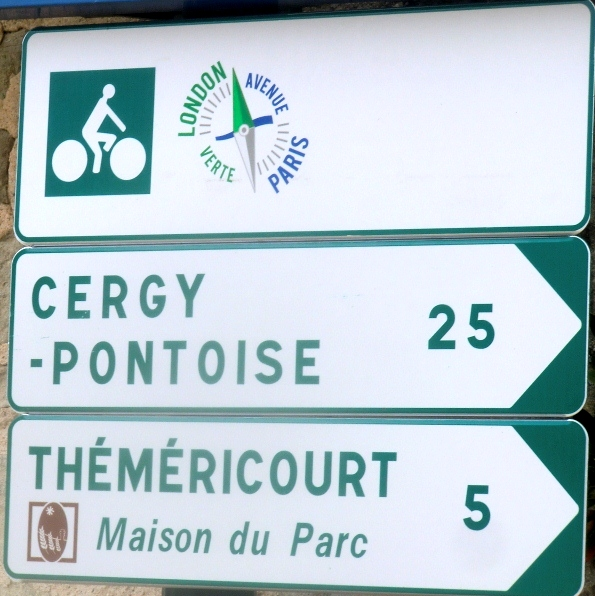
Jalonnement
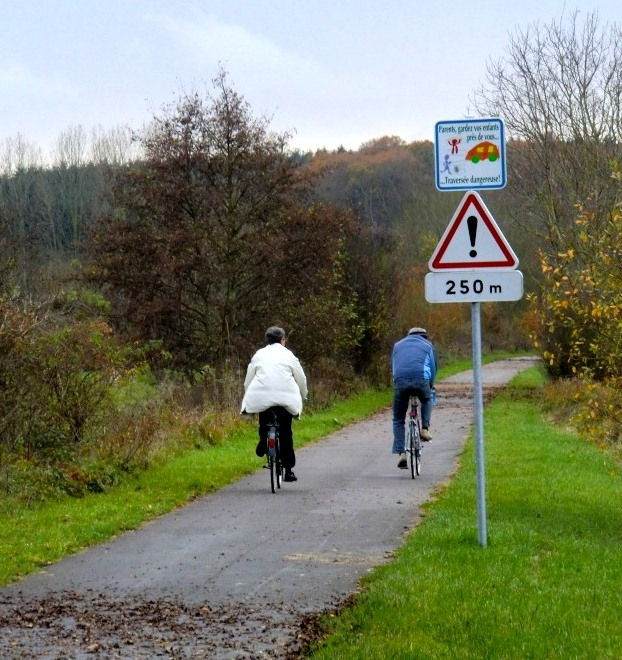
La voie verte de la vallée de l'Epte près de Dangu
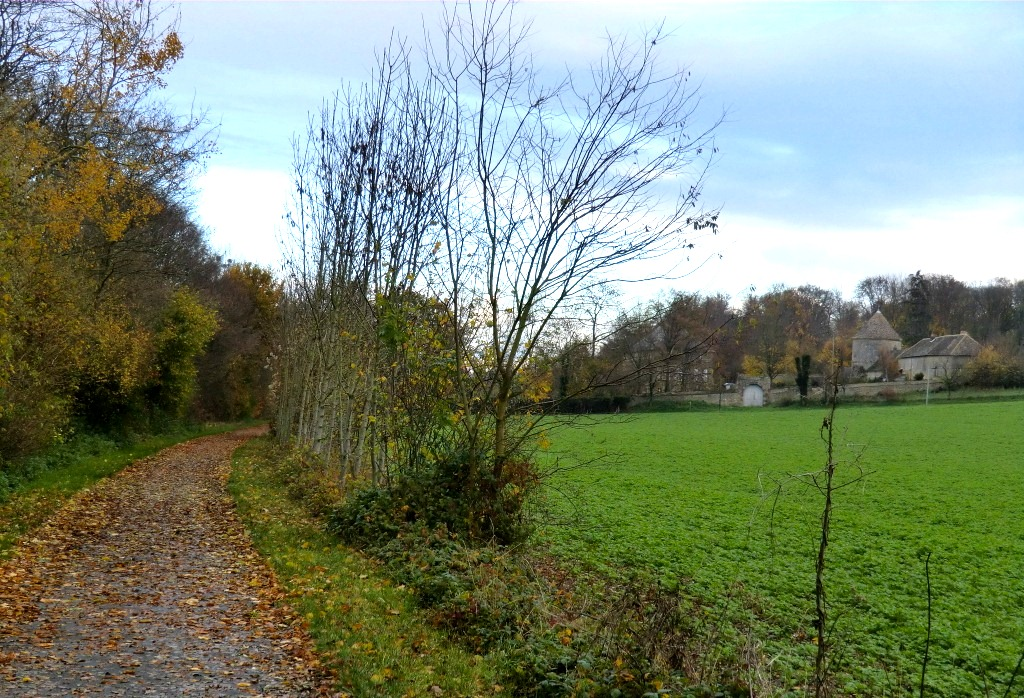
Voie verte de la vallée de l'Epte
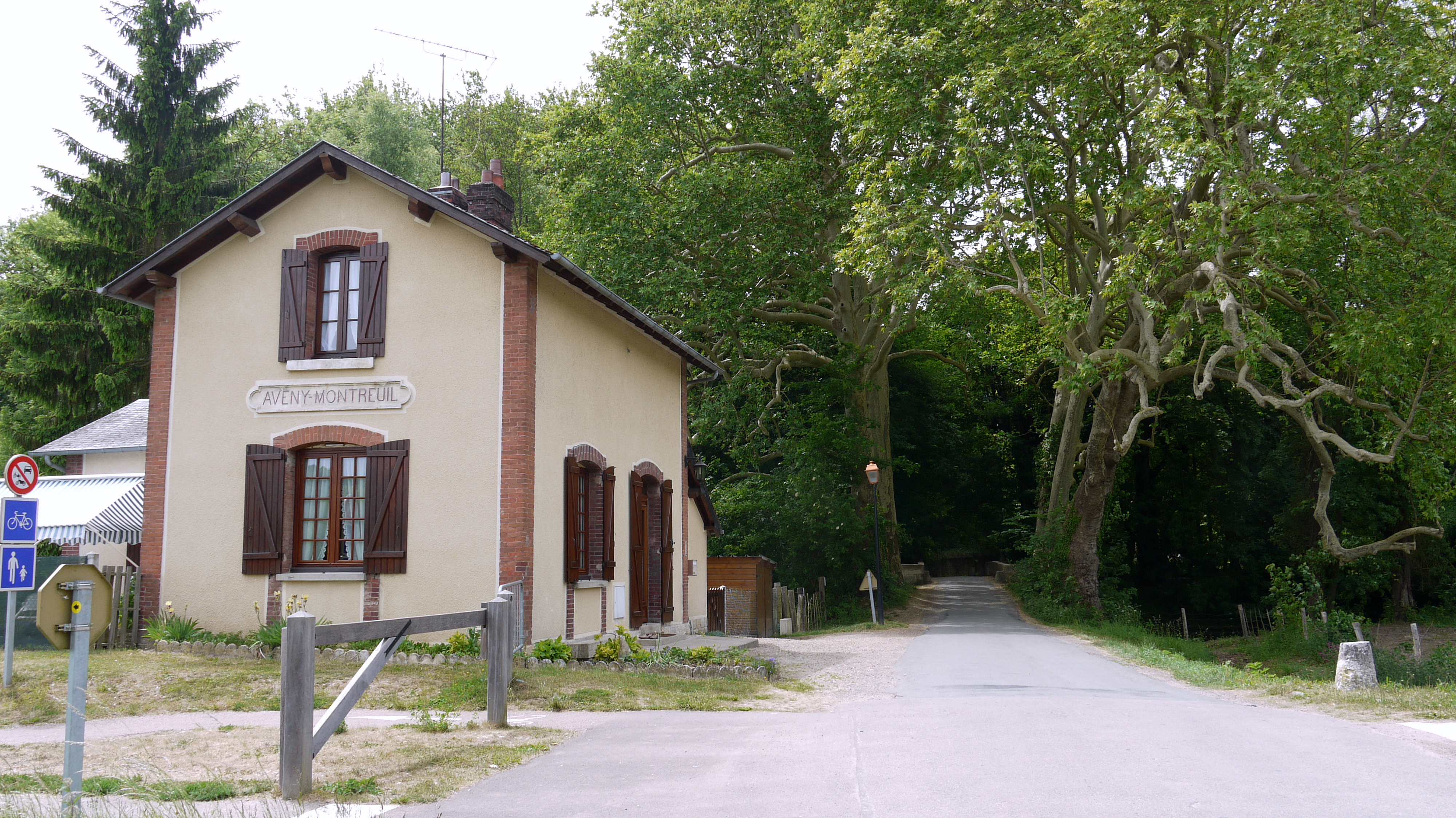
Passage devant l'ancienne gare d'Aveny-Montreuil à Montreuil-sur-Epte (Val-d'Oise)

### De Beauvais à Gournay-en-Bray
L'itinéraire part de Beauvais pour rejoindre le parcours d'une ancienne voie ferrée désaffectée qui relie Gournay-en-Bray.

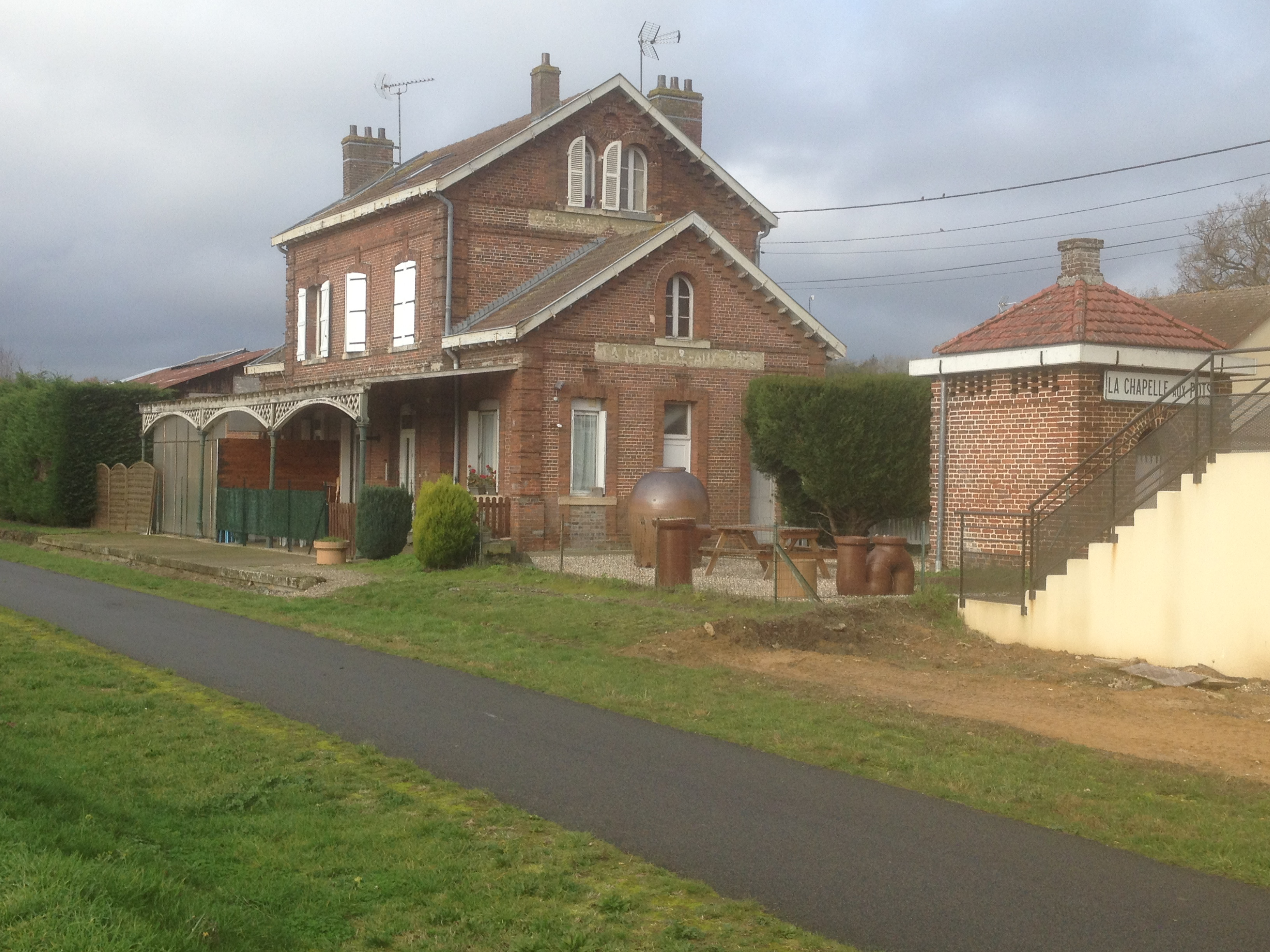
Lachapelle-aux-Pots (Oise)
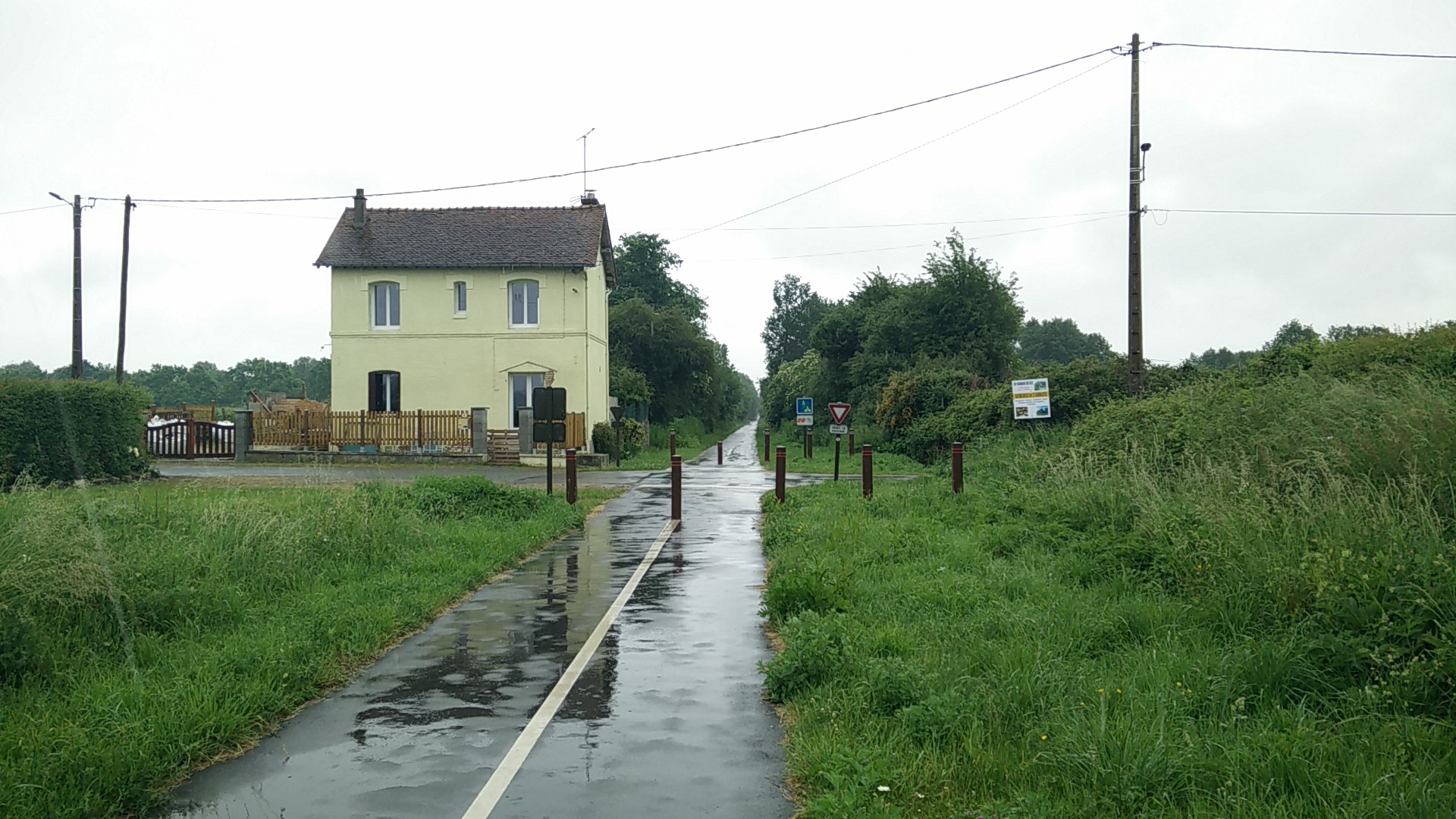
Saint-Germer-de-Fly (Oise)
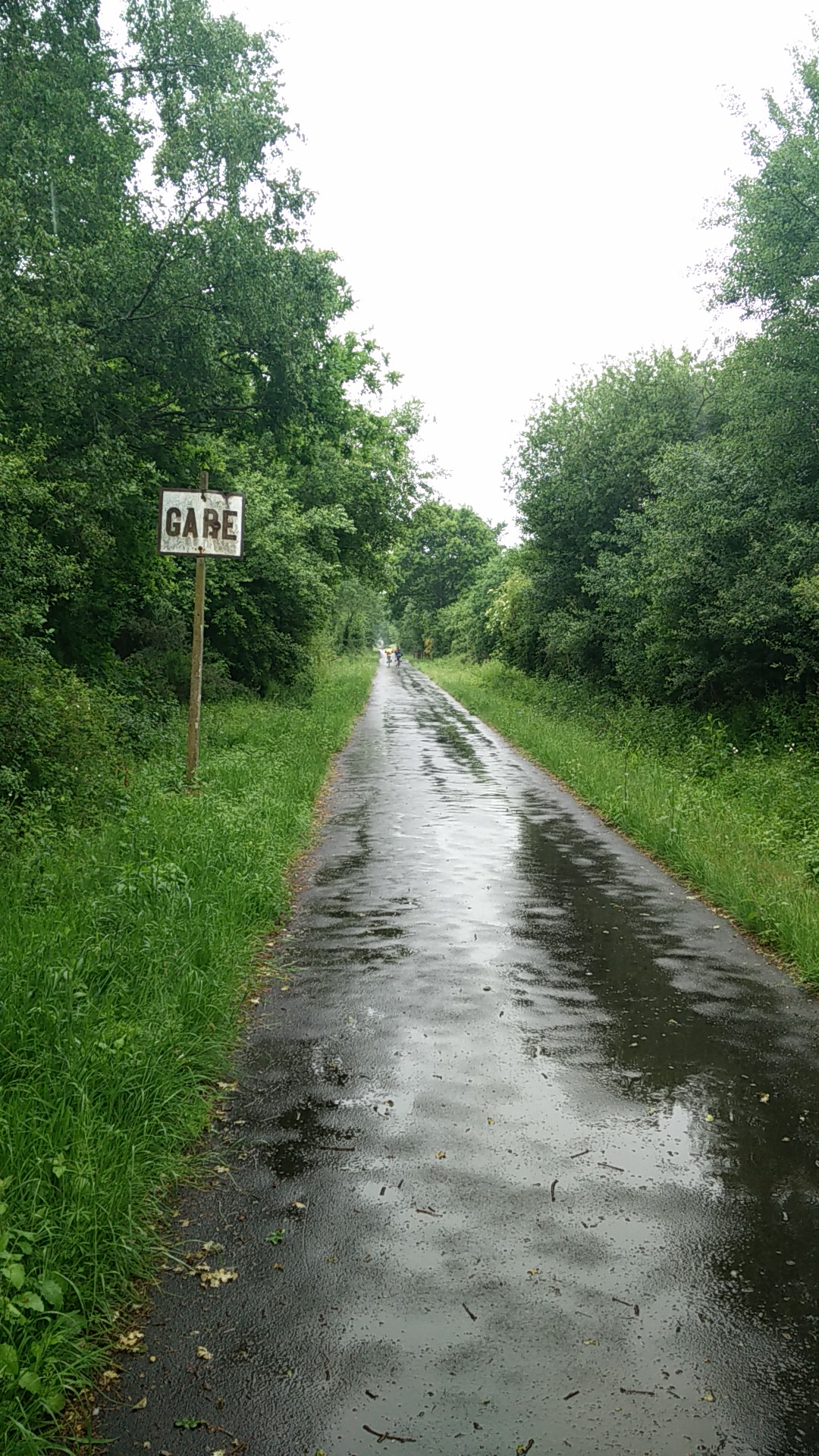
Saint-Germer-de-Fly (Oise)
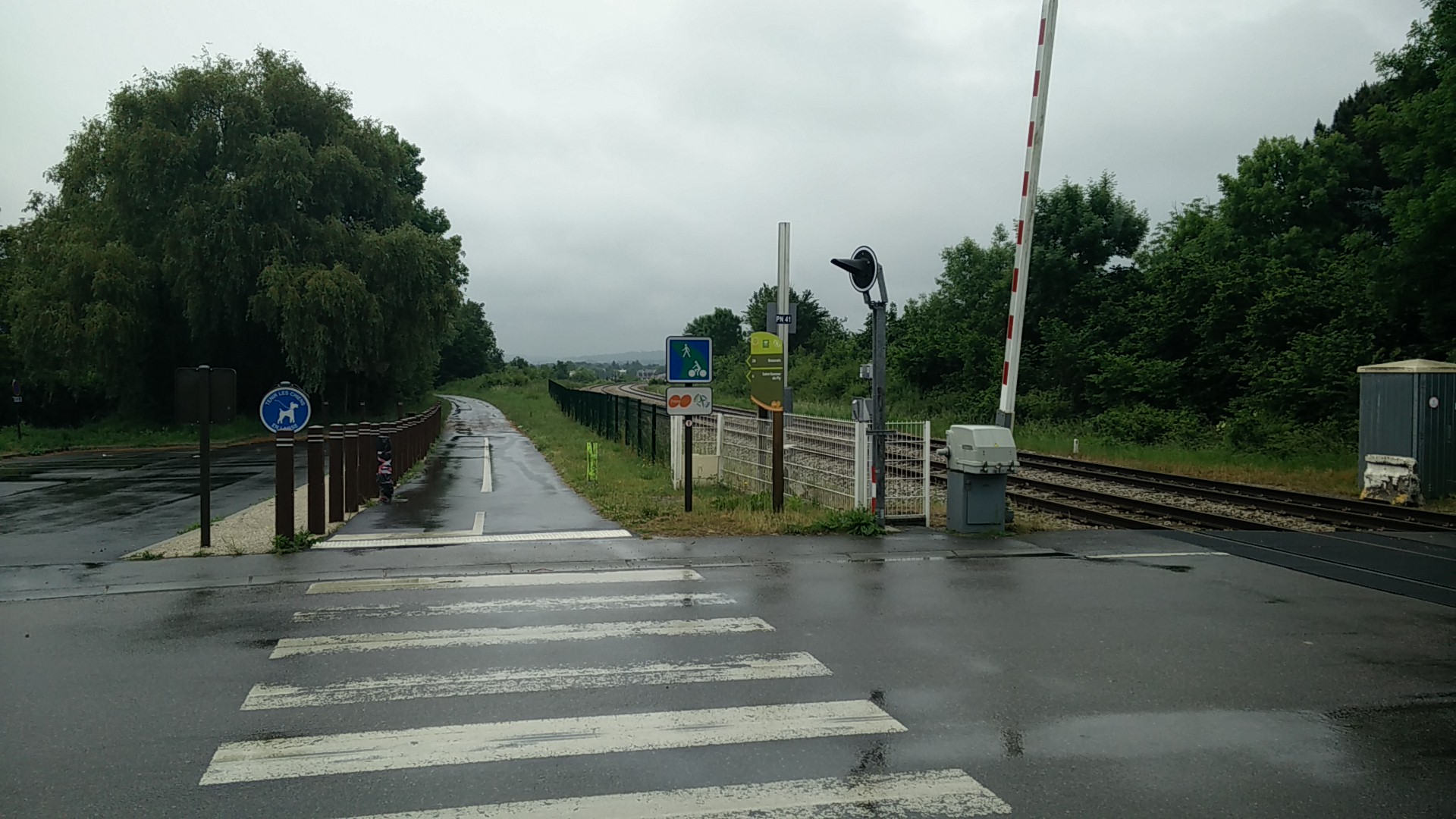
Ferrières-en-Bray (Oise)
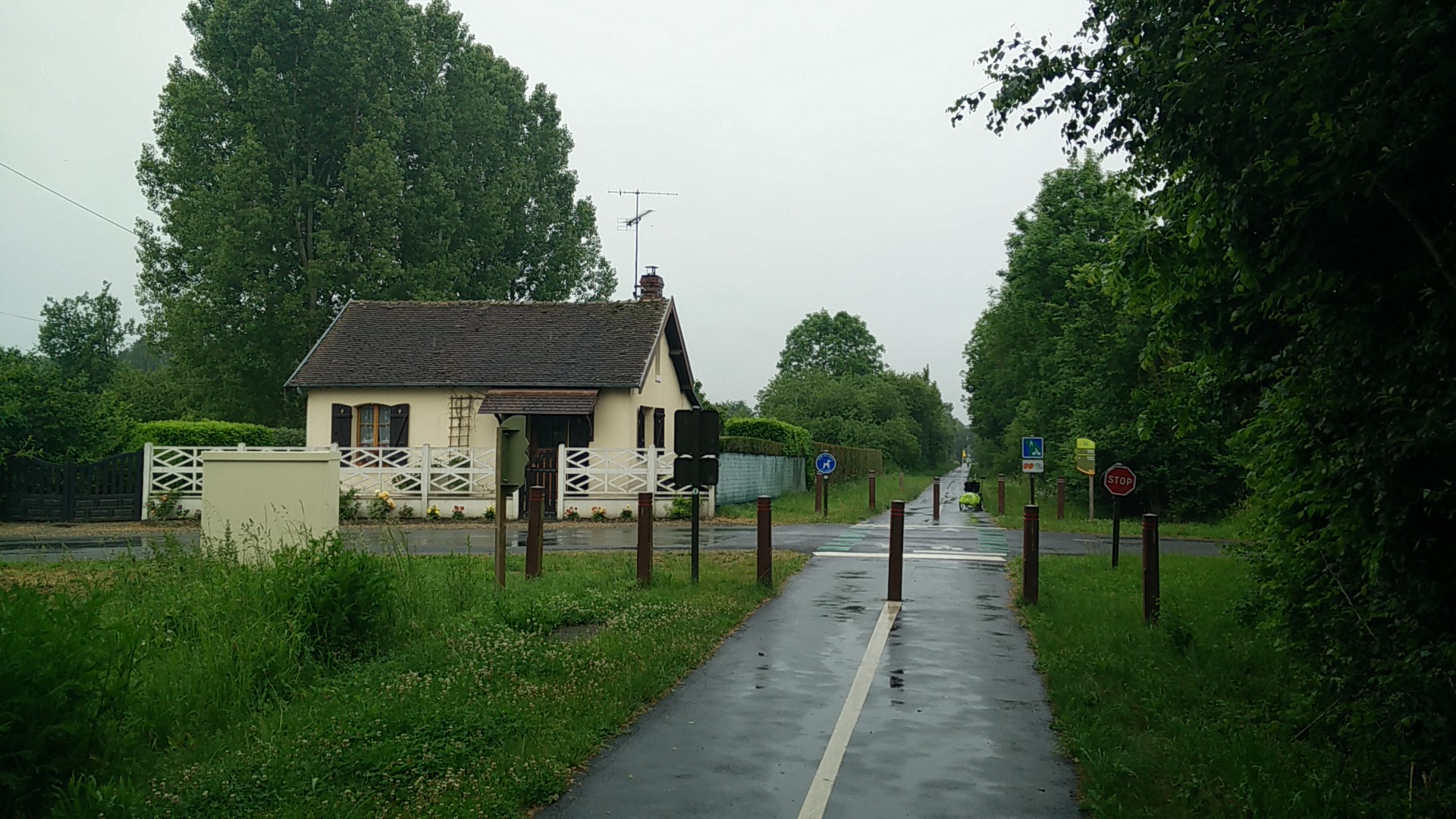
Ferrières-en-Bray (Oise)

### De Gournay-en-Bray à Dieppe
L’itinéraire suit la vallée de l'Epte de Gournay à Forges-les-Eaux sur routes secondaires, emprunte l’Avenue verte existante tracée sur l'ancienne ligne de Serqueux à Dieppe, jusqu’à Arques-la-Bataille, prolongée en site propre le long de la voie ferrée jusqu'à Dieppe.

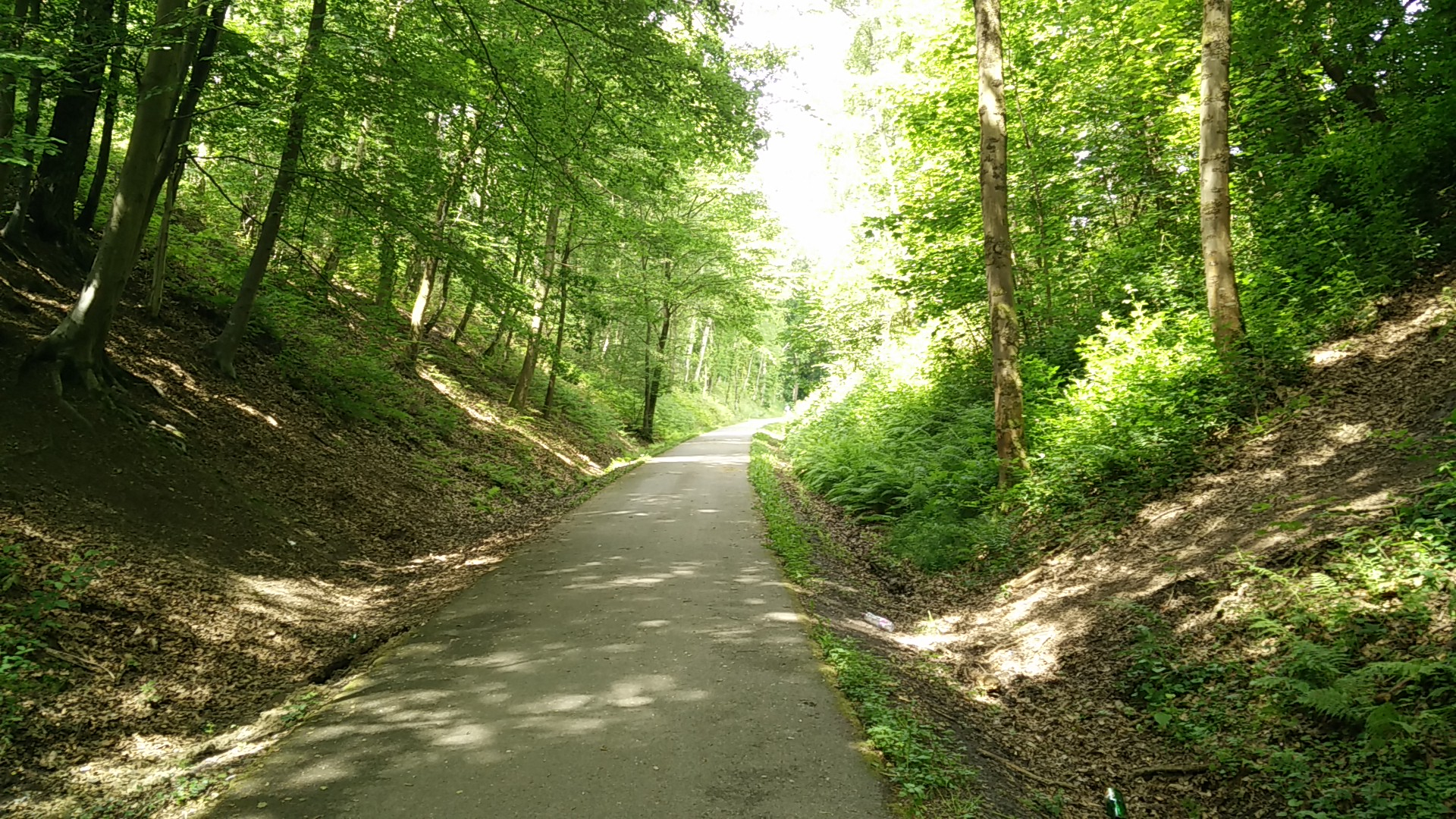
Forges-les-Eaux (Seine-Maritime)
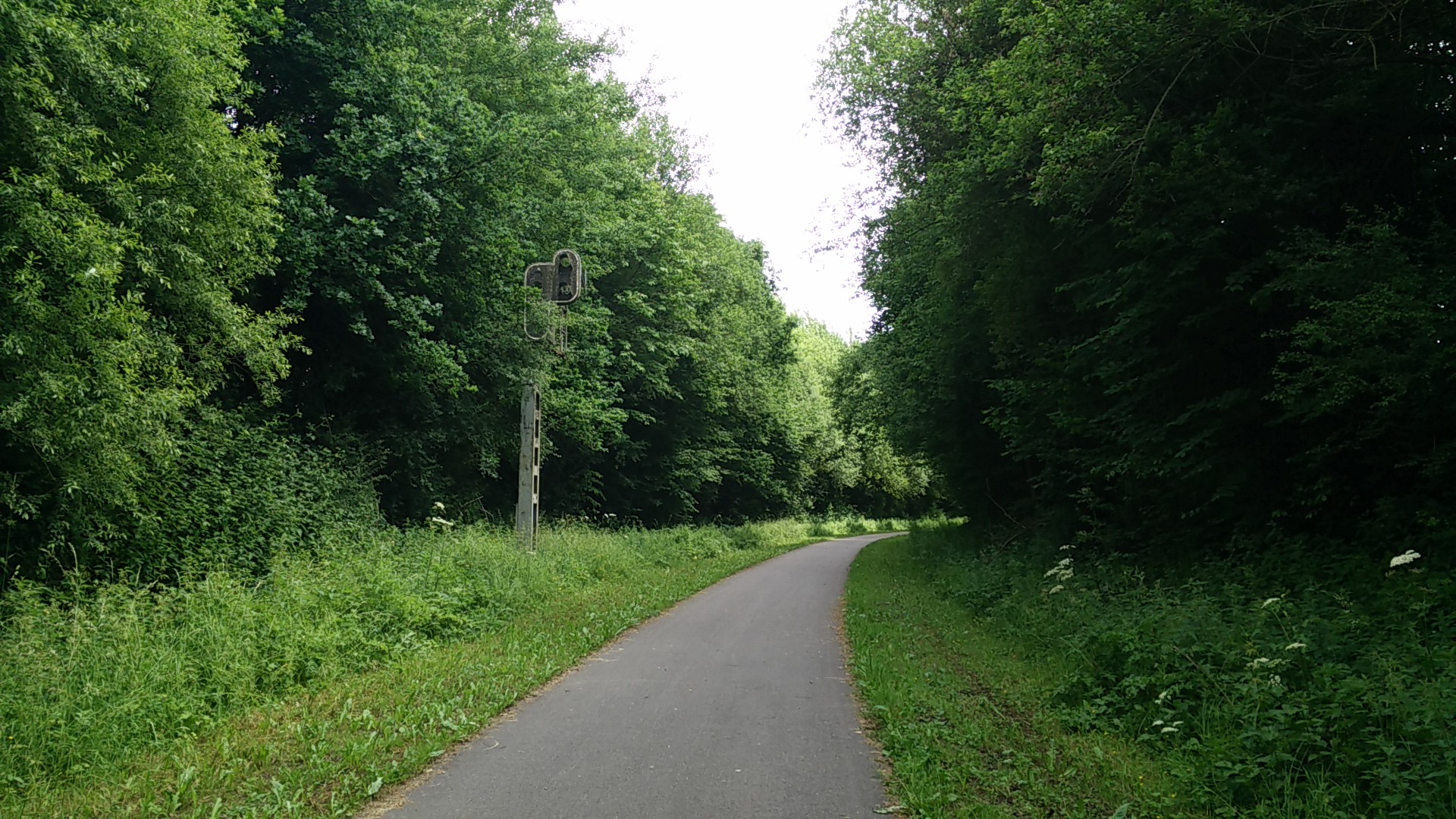
Serqueux (Seine-Maritime)
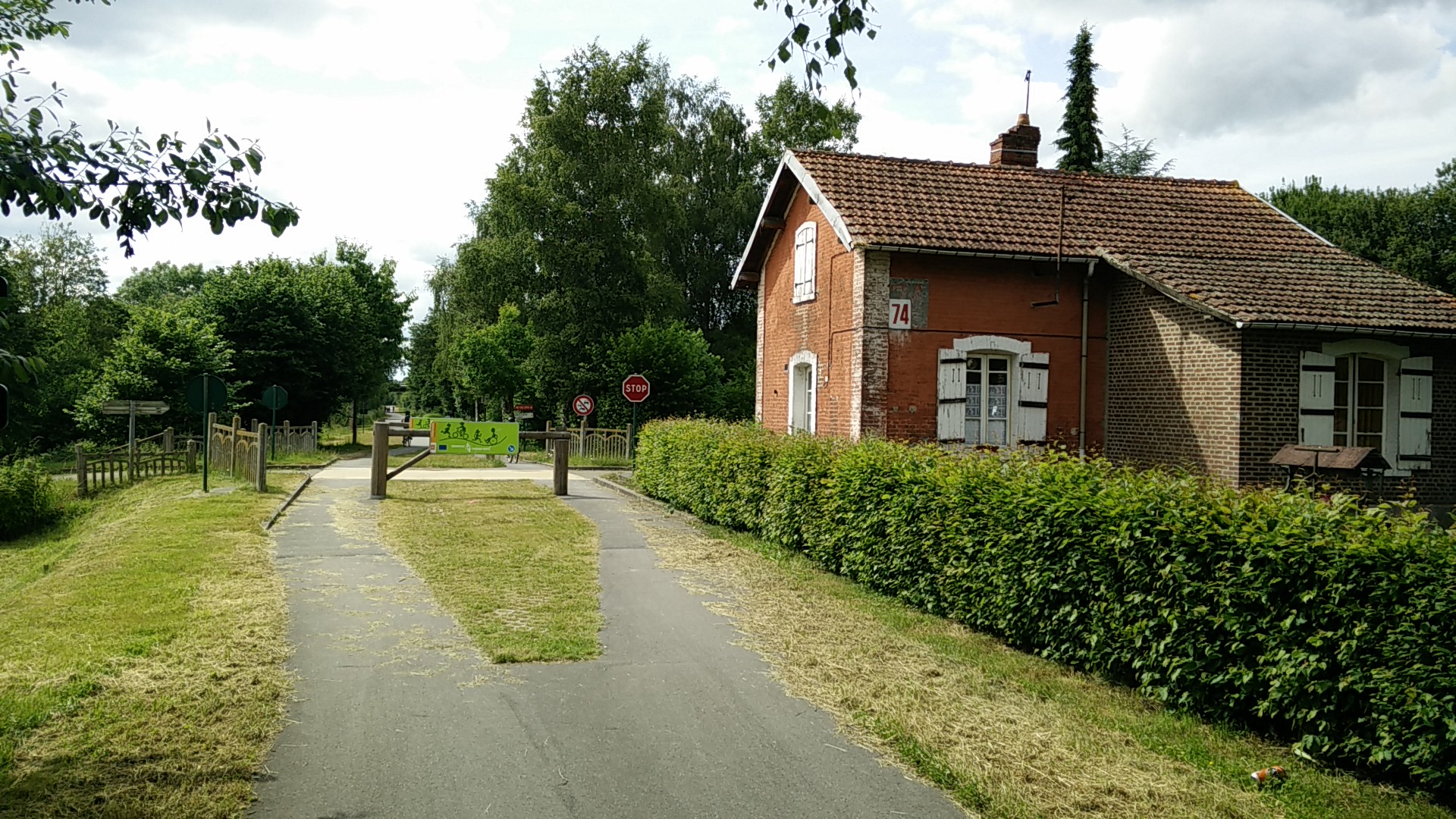
Neuville-Ferrières (Seine-Maritime)
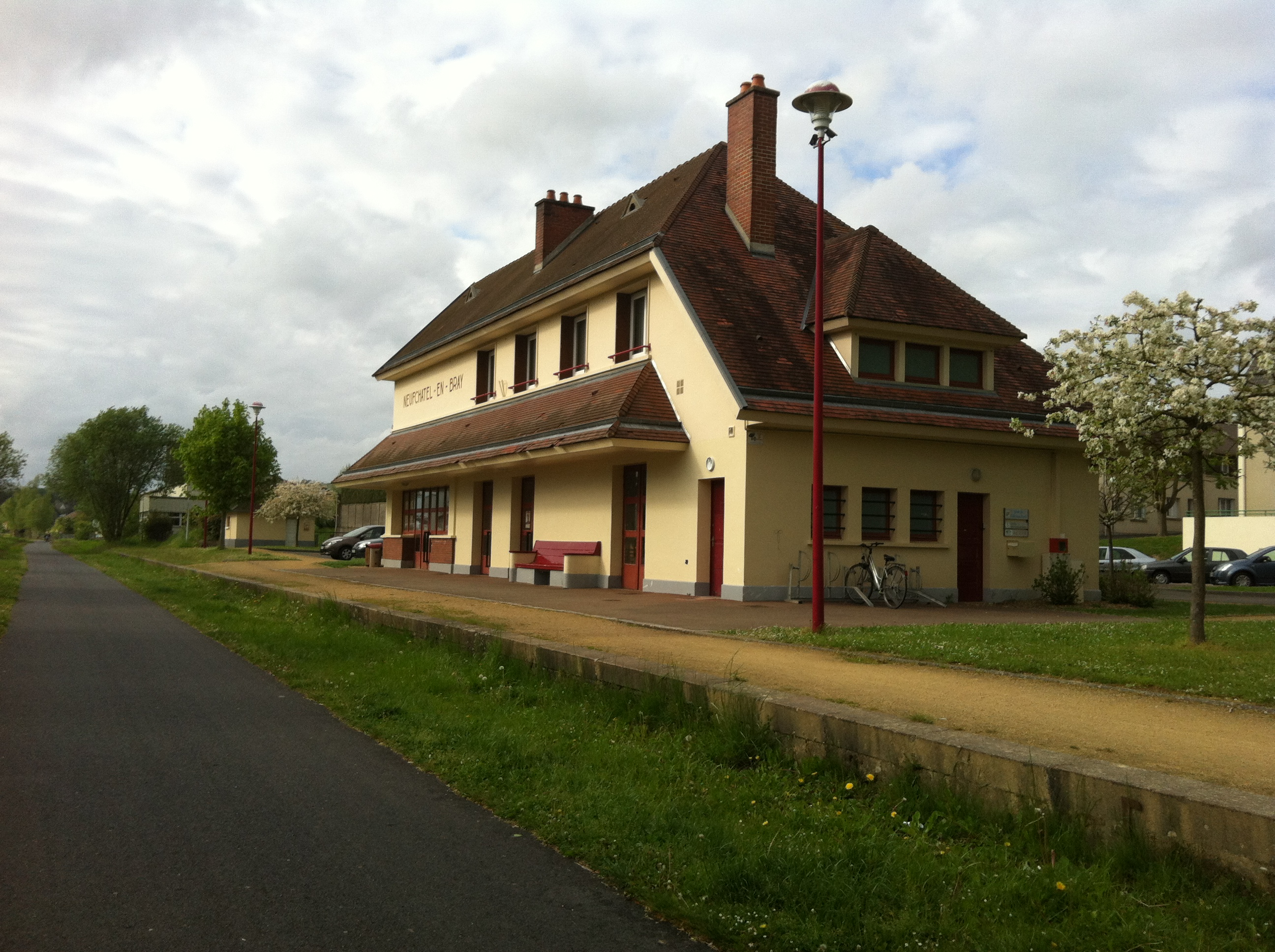
Ancienne gare de Neufchâtel-en-Bray (Seine-Maritime)
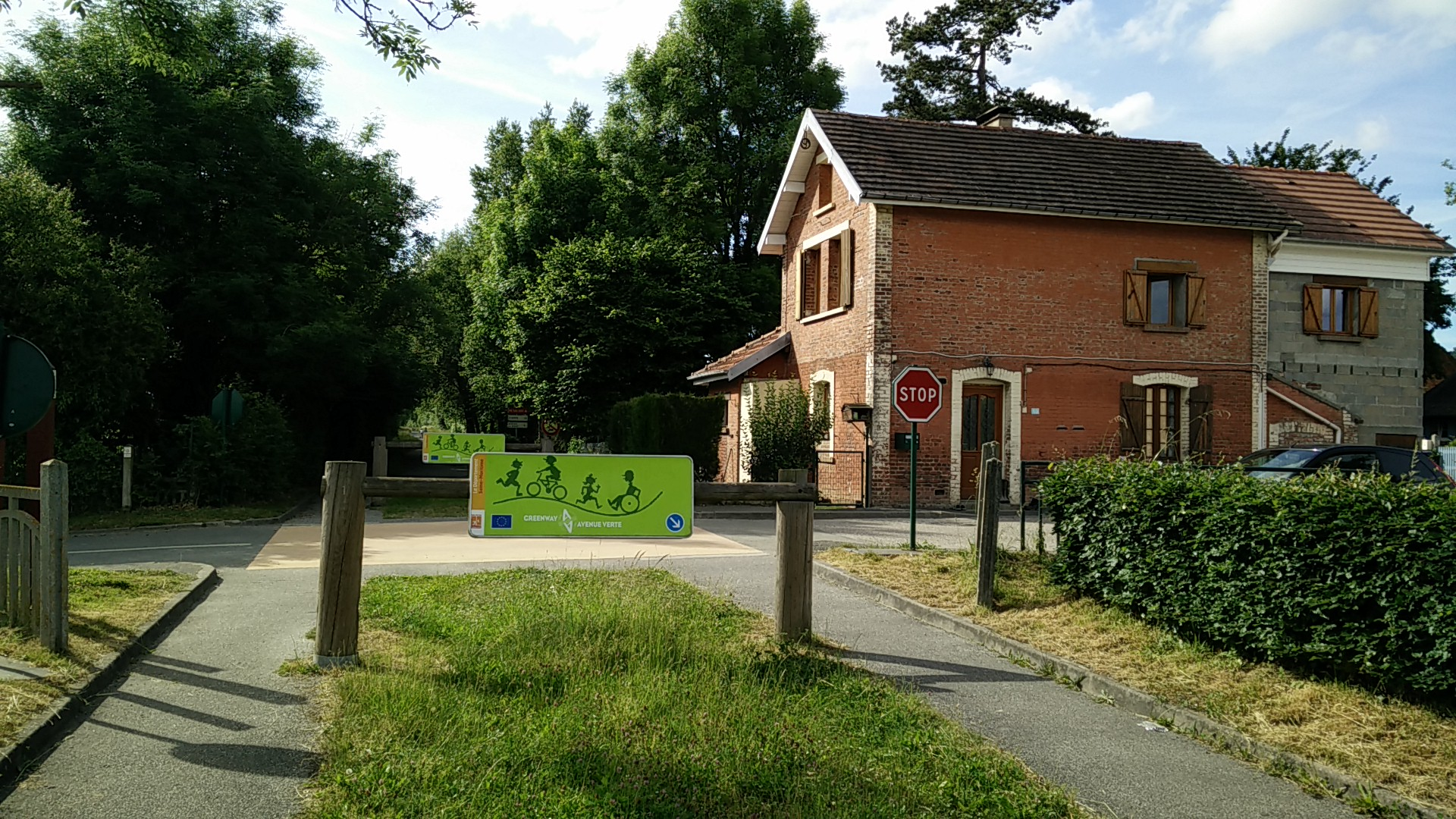
Mesnières-en-Bray (Seine-Maritime)
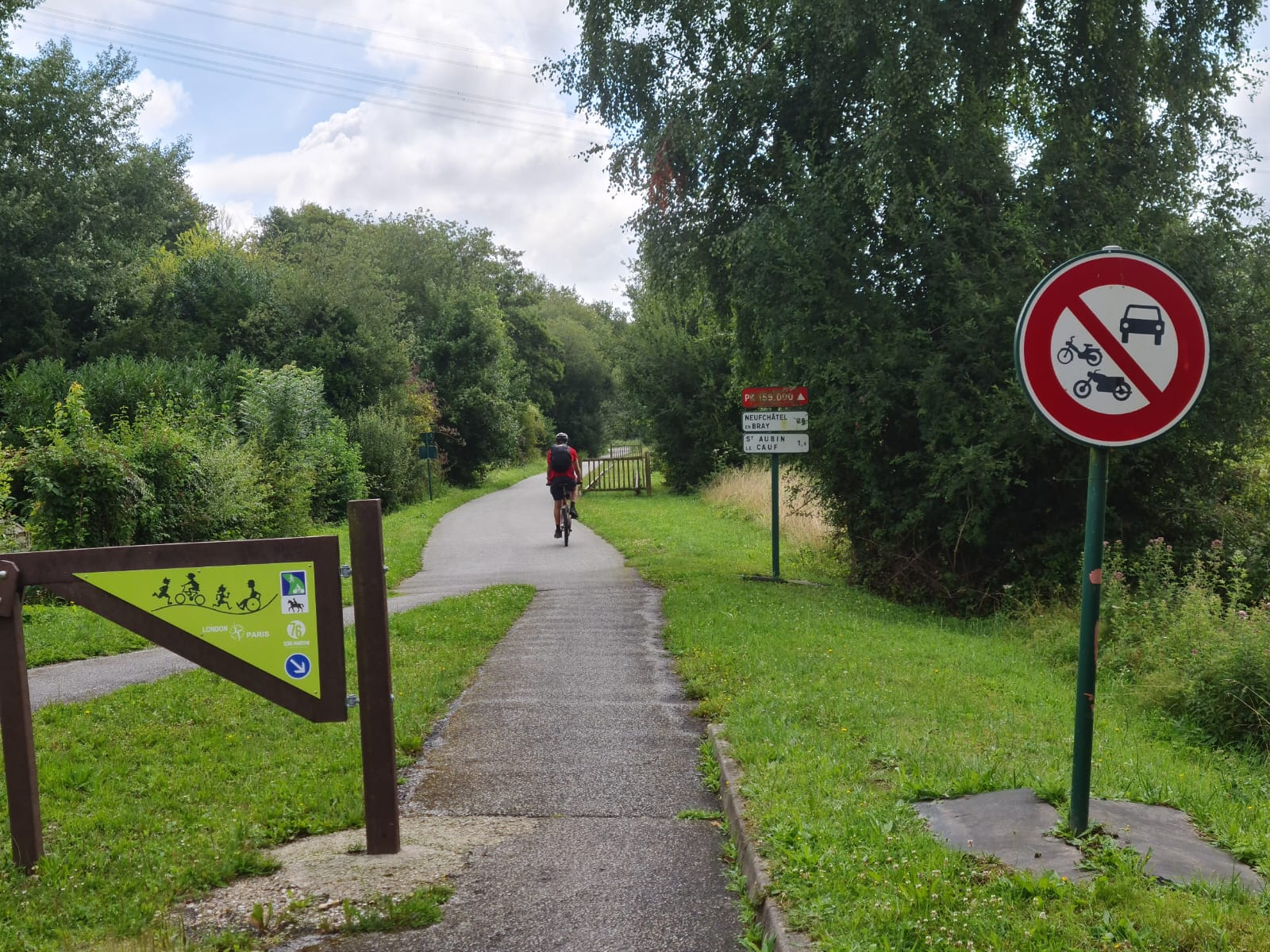
Signalisation
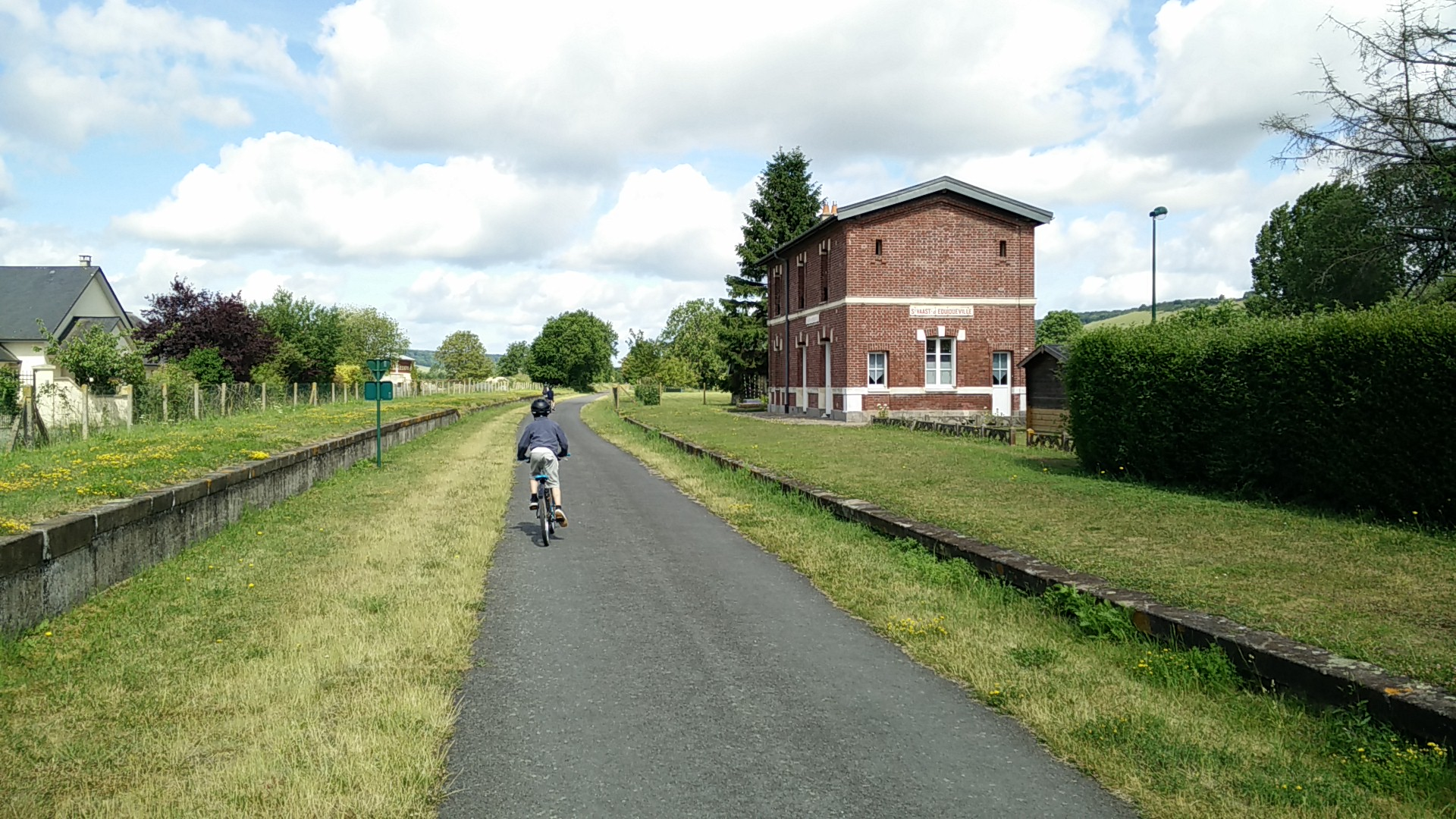
Ancienne gare de Saint-Vaast-d'Équiqueville (Seine-Maritime)
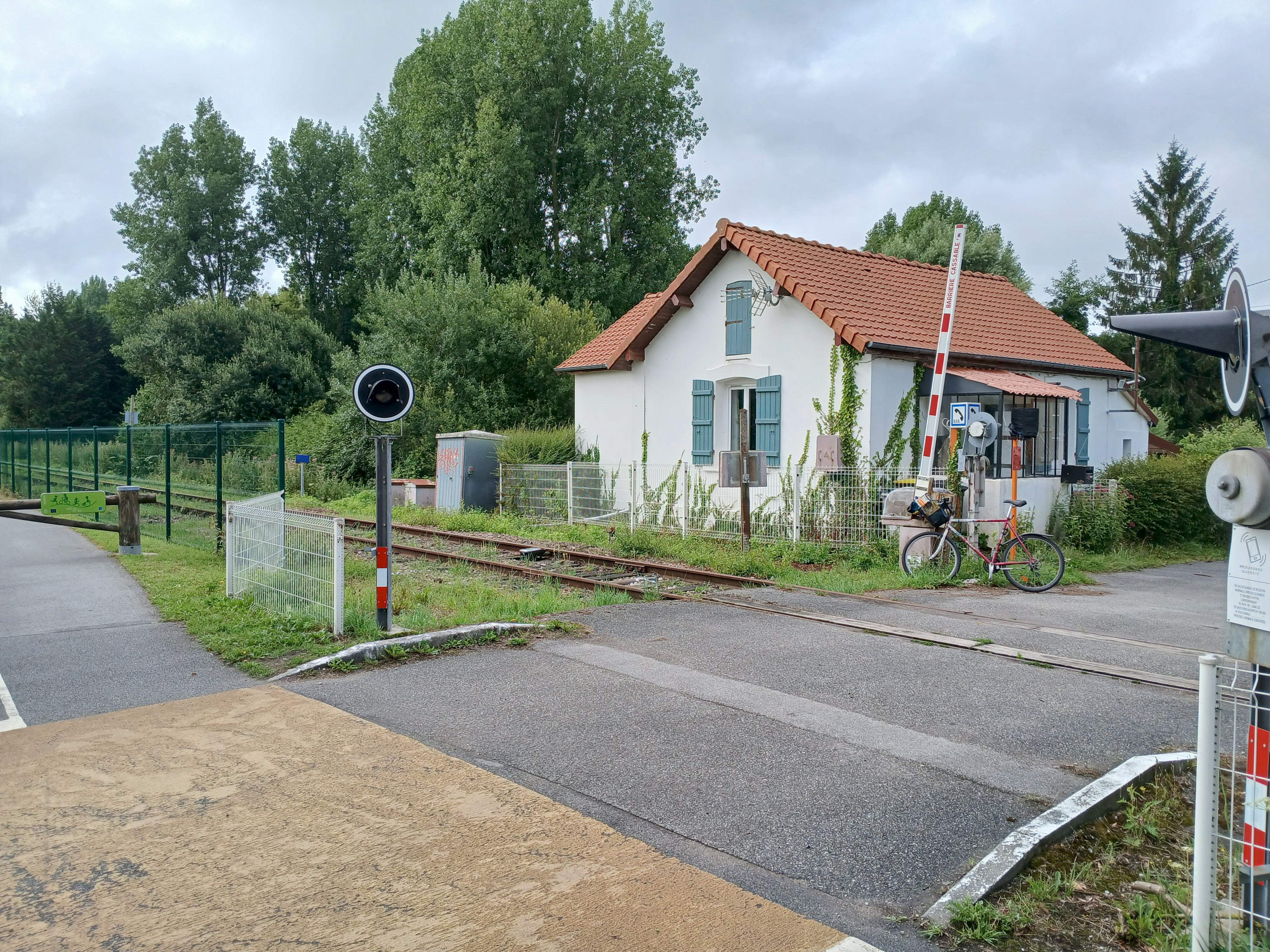
Entre Arques-la-Bataille et Dieppe, tracé le long de la voie ferrée

### De Dieppe à Newhaven

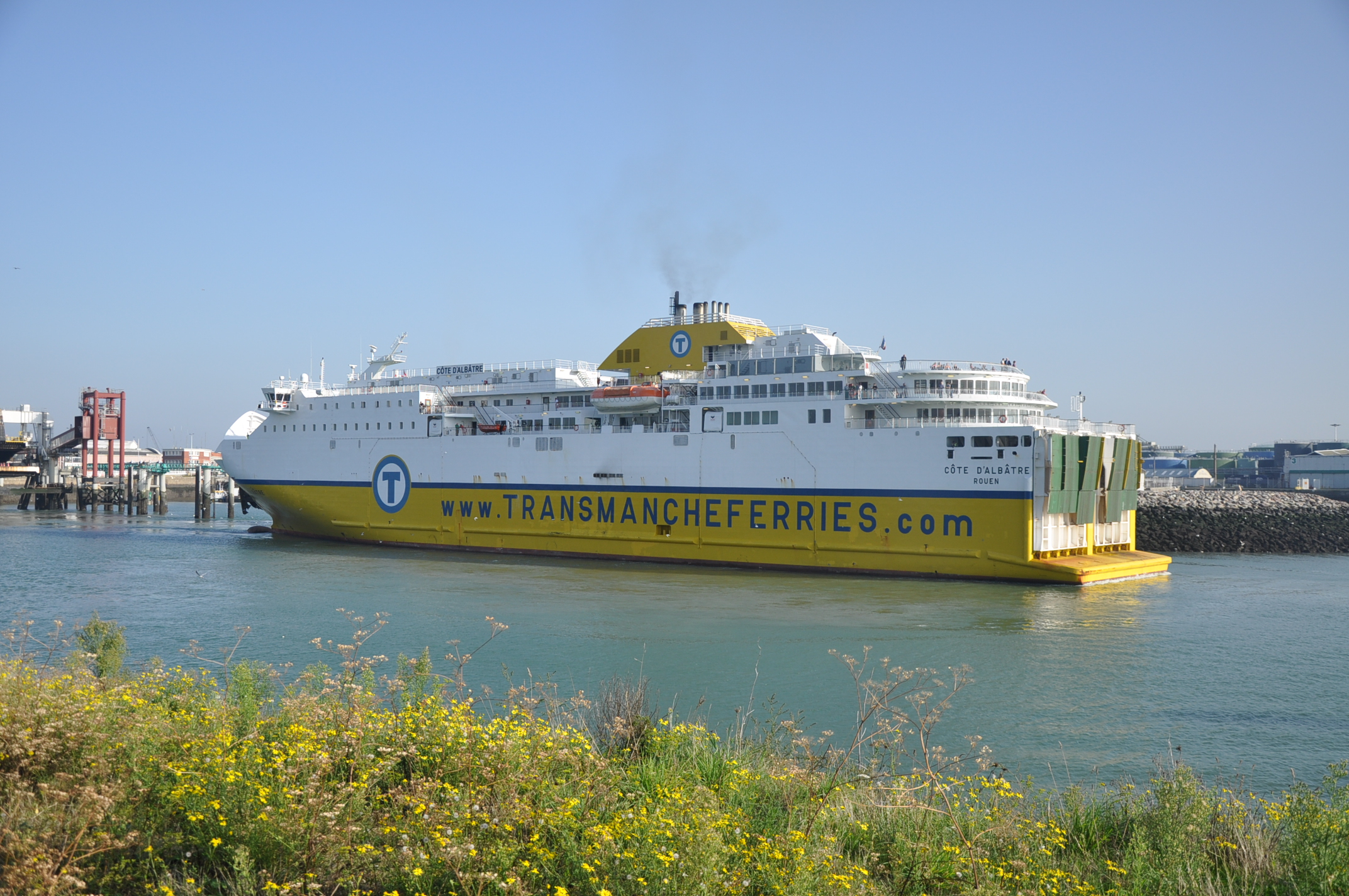
ferry "Côte d'Albâtre"

La traversée de la Manche est proposée par ferry (DFDS Seaways).

### De Newhaven à Londres
Le parcours de Newhaven à Londres, soit environ 160 km au total, se déroule sur le réseau national de véloroutes (National Cycle Network) réalisé par l’organisation britannique Sustrans (en). Ce parcours emprunte la route 21 de Greenwich à Polegate puis la route 2 de Polegate à Newhaven. Les routes 2 et 21 font partie de la Downs and Weald route. Il se termine par 8 km sur la route 4 de Greenwich à la tour de Londres. Une partie du parcours est aménagé sur des anciennes voies ferrées.

## Aménagements
(juillet 2012).
La véloroute est un parcours provisoire et très incomplet. Les voies vertes devraient être développées. La situation actuelle fin juillet 2012 est la suivante.

### Aménagements existants
Les voies vertes et aménagements suivants ont été réalisés.
- Aménagements cyclables à Paris particulièrement le long du bassin de la Villette et du canal Saint-Martin.
- Voie verte du canal Saint-Denis (5 km) : quelques coupures.
- Promenade au bord de la Seine à Épinay-sur-Seine (2 km) ; Rive droite : berge d'Épinay-sur-Seine à Argenteuil (1 km).
- Aménagements cyclables à Colombes et dans le domaine portuaire de Gennevilliers.
- Promenade bleue du pont de Chatou à Colombes (8 km)[6].
- Itinéraire cyclable le long de la Seine entre le pont de Chatou et le pont de Sartrouville en rive droite (boucle de Croissy-sur-Seine) en majorité en voie verte.
- Voies forestières récemment aménagées dans la forêt de Saint-Germain et passerelle piétons cycles de Conflans-Sainte-Honorine.
- Voies de circulations douces dans Cergy-Pontoise.
- Voie verte Gisors-Gasny empruntée de Gisors à Bray-et-Lû (17 km)[7]. Une liaison jusqu'à Vernon par Gasny (sur cette voie verte) et Giverny est également indiquée.
- Voie verte Arques-la-Bataille - Forges-les-Eaux (45 km)[8]
- Voie verte Beauvais - Gournay-en-Bray

## Desserte par les transports
La véloroute peut être parcourue par tronçons en utilisant les lignes SNCF et RATP sur lesquelles le transport gratuit des vélos en bagage à main est autorisé dans tous les trains sauf sur le réseau Transilien aux heures de pointe des lundi au vendredi non fériés.
L'avenue verte est notamment accessible par la station Cergy-le-Haut, terminus du RER A, Gisors terminus de la ligne du Transilien au départ de Paris-St-Lazare, Ferrières-Gournay sur le tronçon Gisors-Serqueux de la ligne de Saint-Denis à Dieppe rouvert à la circulation ferroviaire uniquement du lundi au vendredi non fériés depuis le 16 décembre 2013 et Serqueux sur cette ligne et également sur la ligne Amiens-Rouen.

## L’Avenue verte et la voie ferrée désaffectée Serqueux-Dieppe
L’avenue verte a été réalisée sur une partie de la ligne de Saint-Denis à Dieppe ouverte en 1873. Cette liaison directe, la plus courte distance de Paris à la mer était une ligne importante parcourue par des trains rapides jusque dans les années 1960. Le service s’est ensuite progressivement dégradé et le tronçon Dieppe-Serqueux a été fermé au service voyageurs en 1988 et déferré de Saint-Aubin-le-Cauf à Serqueux (Seine-Maritime) au milieu des années 1990. Une courte antenne de Dieppe à Saint-Aubin-le-Cauf reste utilisée pour une desserte industrielle.